# Николаевка (Бессоновский район)
Николаевка — посёлок в Бессоновском районе Пензенской области России. Входит в состав Бессоновского сельсовета.

## География
Посёлок находится в центральной части Пензенской области, в пределах Сурско-Мокшанской возвышенности, в лесостепной зоне, к востоку от реки Суры, на расстоянии примерно 6 километров к востоку от села Бессоновки, административного центра района. Абсолютная высота — 161 метр над уровнем моря.
Климат
Климат характеризуется как умеренно континентальный, с жарким летом и холодной продолжительной зимой. Средняя температура воздуха самого холодного месяца (января) составляет −12 °C; самого тёплого месяца (июля) — 20 °C. Годовое количество атмосферных осадков составляет около 500 мм. Снежный покров держится в среднем в течение 148 дней в году.

## История
Основан в первой половине XIX века. Первыми жителями, вероятно, были помещичьи крестьяне, переселённые из соседней деревни Никольской. В 1911 году в деревне Николаевка, Галуши тож, Лопуховской (1-го стана) волости Городищенского уезда, имелось 23 двора. По состоянию на 1930 год в составе Пензенского района. Имелось 40 хозяйств.

## Население
| 2010 |
| ---- |
| 19   |

Половой состав
По данным Всероссийской переписи населения 2010 года в гендерной структуре населения мужчины составляли 47,4 %, женщины — соответственно 52,6 %.
Национальный состав
Согласно результатам переписи 2002 года, в национальной структуре населения русские составляли 100 % из 27 человек.

## Улицы
Уличная сеть посёлка состоит из двух улиц:
- ул. Лесная
- ул. Новая